# ماناسي فيتينال
ماناسي فيتينال الاسم الفني ماناسي (مواليد 28 مارس في المنامة، مملكة البحرين) ممثلة سينمائية هندية تعمل في أفلام المالايالامية. حصلت على جائزة مؤسسة ب. أ. باكر لأفضل ممثلة مبتدأة عن دورها في فيلم باللغة المالايالامية براثيكشايودي لعام 2012 وتدور أحداثه حول تحديات عمالة الأطفال.

## السيرة
ولدت ماناسي وترعرعت في البحرين لعائلة مالايالية مسيحية تنحدر أصلا من مافيليكارا في ولاية كيرالا. درست في المدرسة الهندية البحرين وحصلت على درجة البكالوريوس في الفيديو والاتصال الجماهيري من كلية مارس إيفانيوس التابعة لجامعة ولاية كيرالا. خلال سنوات الدراسة قالت أنها نالت إشادات في التمثيل والرقص والفنون الأخرى بما في ذلك جائزة أفضل ممثلة في سن الرابعة عشرة في مهرجان الدراما 2004-05 حيث لعبت البطولة النسائية في فيلم مأخوذ عن محمد بشير. كانت لديها أيضا مهمة في قناة جيفان برعاية وإنتاج وتسجيل من البحرين.

## روابط خارجية
- ماناسي فيتينال على موقع IMDb (الإنجليزية)